# Saint-Samson, Mayenne
Saint-Samson är en kommun i departementet Mayenne i regionen Pays de la Loire i nordvästra Frankrike. Kommunen ligger i kantonen Pré-en-Pail som tillhör arrondissementet Mayenne. År 2018 hade Saint-Samson 423 invånare.

## Befolkningsutveckling
Antalet invånare i kommunen Saint-Samson
| Referens: INSEE |